# Barranca del Río Santiago
La Barranca del Río Santiago está ubicada en Jalisco, México. Su extensión es de alrededor de 17.729 hectáreas y en ella habitan una gran variedad de flora y fauna, lo que convierte a este ecosistema en una de las áreas naturales más importantes del país.   
Esta biodiversidad supera en número a las especies registradas en el Bosque de la Primavera.  
Se encuentra muy cerca de la Reserva de la biosfera Chamela-Cuixmala y de la Sierra de Manantlán. 
Se trata de un área natural protegida que se extiende a lo largo de más de 127 km en diez municipios: El Salto, Juanacatlán, Guadalajara, Tonalá, Zapotlanejo, Acatic, Tepatitlán de Morelos, Cuquío, Ixtlahuacán de los Membrillos y Zapopan.

## Topografía
La Barranca del Río Santiago está delimitada por las fronteras entre las provincias de la Sierra Madre Occidental al norte, y el Cinturón Volcánico Transversal Mexicano (eje Neovolcánico) al sur, este y oeste. 
La topografía presenta, al norte, las elevaciones de la Sierra Madre Occidental; hacia el este por los Altos de Jalisco; al sur, las alineaciones volcánicas y bloques elevados del sistema de pilares y fosas del Lago de Chapala y Zacoalco-Tepic. 
Este sistema ha fragmentado las mesetas y llanos preexistentes al oeste de La Caldera, así como los domos de la Sierra de la Primavera (de formación muy reciente) y, al noroeste, la Sierra de Tesistán.
Las diferencias de altitud en la zona van desde 899,5 m en su parte más baja hasta los 2.128,5 m cerca de los Altos de Jalisco, en el Sistema del Río Verde.   
Algunos relieves destacados son el Cerro Viejo (2.980 m), tercera elevación del estado; La Primavera (2.240 m); el Cerro de la Col en la Sierra de Tesistán (2.200 m); y el Cerro de la Campana (2.345 m), ubicado al noreste.  
La barranca, como su nombre indica, presenta fuertes pendientes, con un 46 % de inclinación en promedio. Los relieves marginales son diversos, con formas que van desde superficies planas y onduladas hasta elevaciones con laderas disimétricas, bloques fallados, domos y conos volcánicos.

## Biodiversidad
Como se ha expuesto anteriormente, en la amplia distribución geográfica de la barranca se puede encontrar una gran variedad de flora y fauna.  

### Fauna

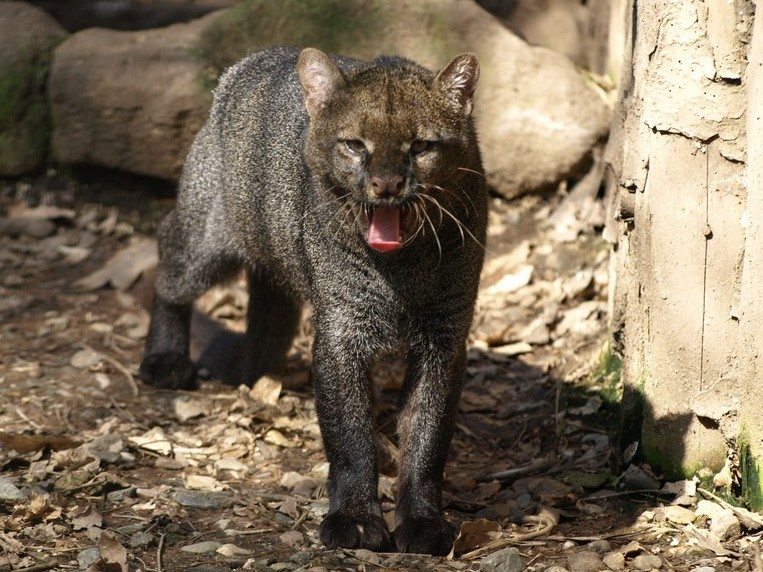
Herpailurus yagouaroundi.

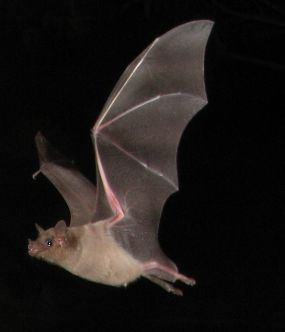
Leopardus pardalis.

La barranca del río Santiago cuenta con 11 especies de lepidópteros, ⁣121 especies de aves, 29 especies de mamíferos y 53 especies de herpetofauna. 
Dentro de las especies de  mamíferos se encuentran dos especies que no se hallan en ninguna otra parte del país: Hodomys y Tlacuatzin.
Además, hay cuatro especies protegidas: dos felinos (Herpailurus yagouaroundi y Leopardus pardalis) y dos murciélagos (Leptonycteris y Choeroncycteris mexicana).

### Flora
Se tienen registro de 869 especies de plantas, de las cuales 47 son endémicas, 6 están protegidas, 2 están en peligro de extinción, 2 se consideran amenazadas, 1 está sujeta a protección especial y otra se clasifica como rara.

### Tipo de vegetación

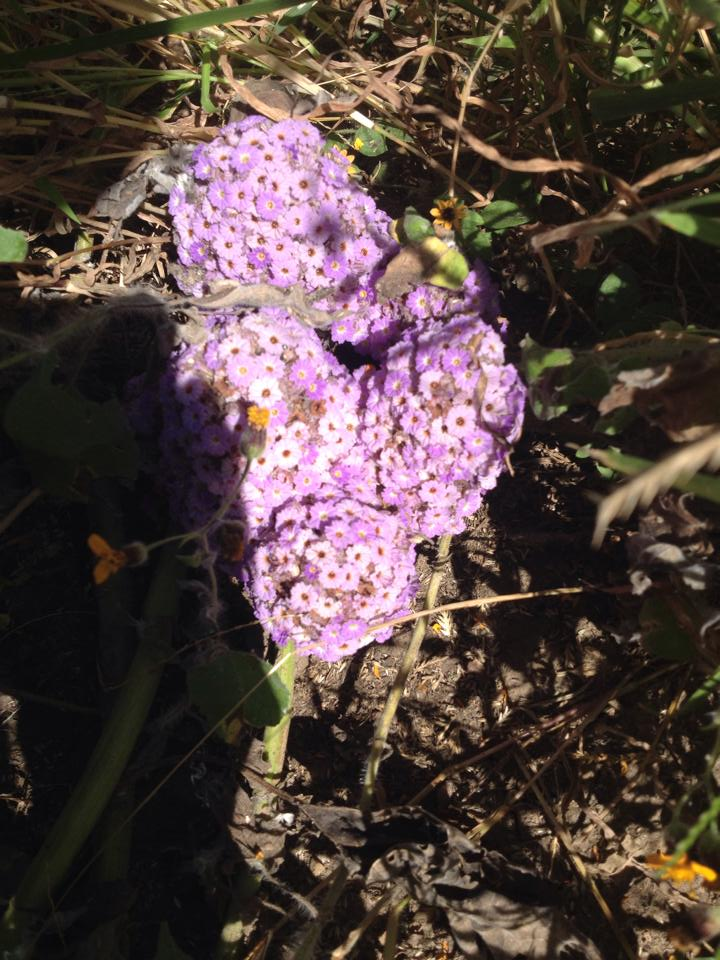
Bosque tropical caducifolio.

Los ecosistemas que podemos encontrar son: bosque tropical caducifolio, bosque de encino y comunidades de plantas del género rupícolas, propios de la zona.

#### Bosque tropical caducifolio

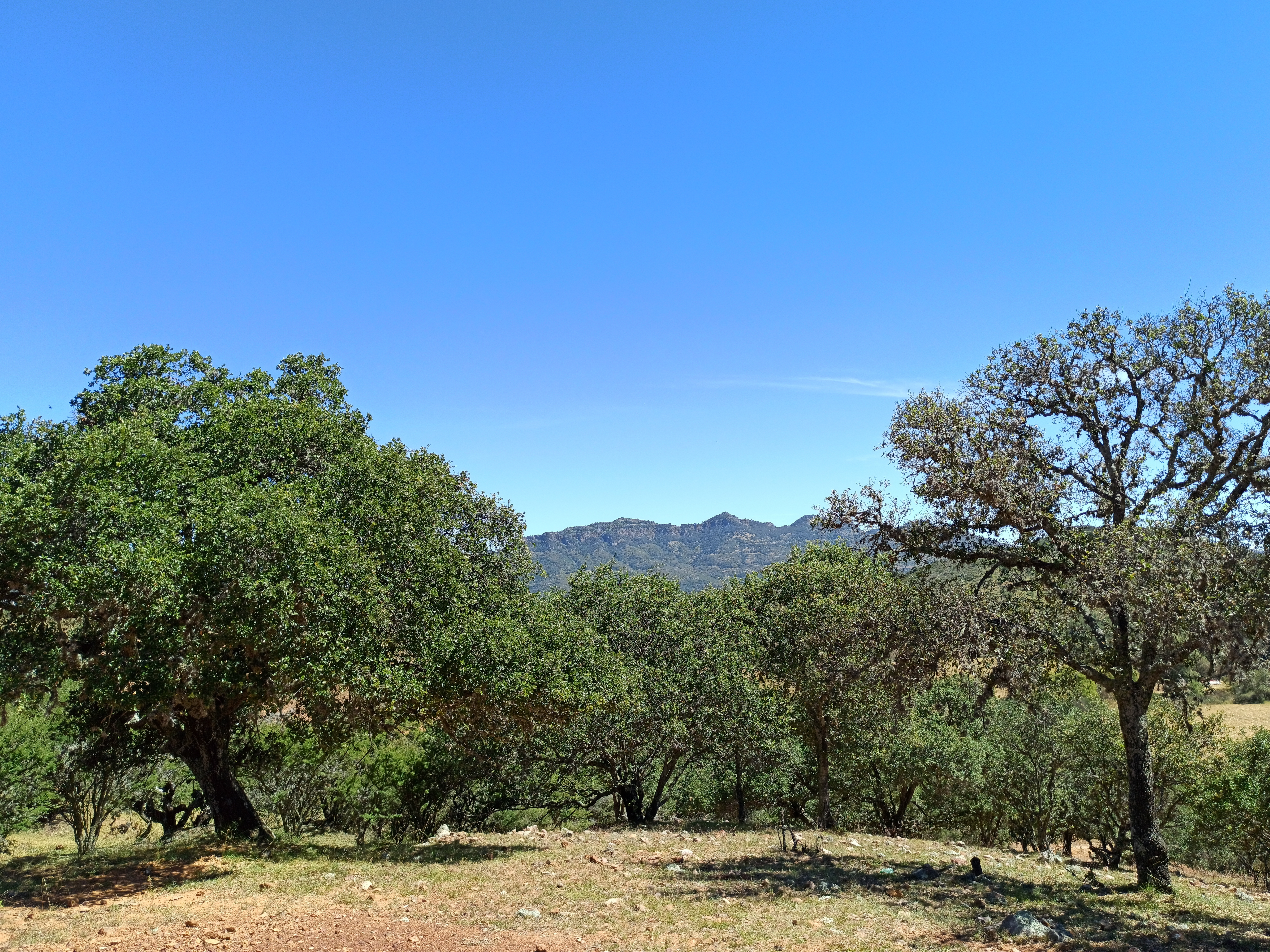
Bosque de encino.

Las condiciones climáticas apropiadas para los BTC y BEsp en el área de estudio, se observan en el rango de altitud de los 900 m s. n. m.
En el fondo de la Barranca del Río Santiago, hasta los 1600 m s. n. m. y en las faldas de los principales cerros.

#### Bosques de encino
En las partes altas existen zonas cercanas a la comunidad mixta de latifoliadas y coníferas, conocidos como bosques mixtos de Quercus y Pinus, sinónimos de bosque encino.
Por otro lado, en las partes altas de los arroyos de la barranca, se encuentran especies como relictos de bosque mesófilo de montaña. Estos son ecosistemas templados y se agrupan bajo la categoría de bosque encino o bosque Quercus.

#### Comunidades rupícolas

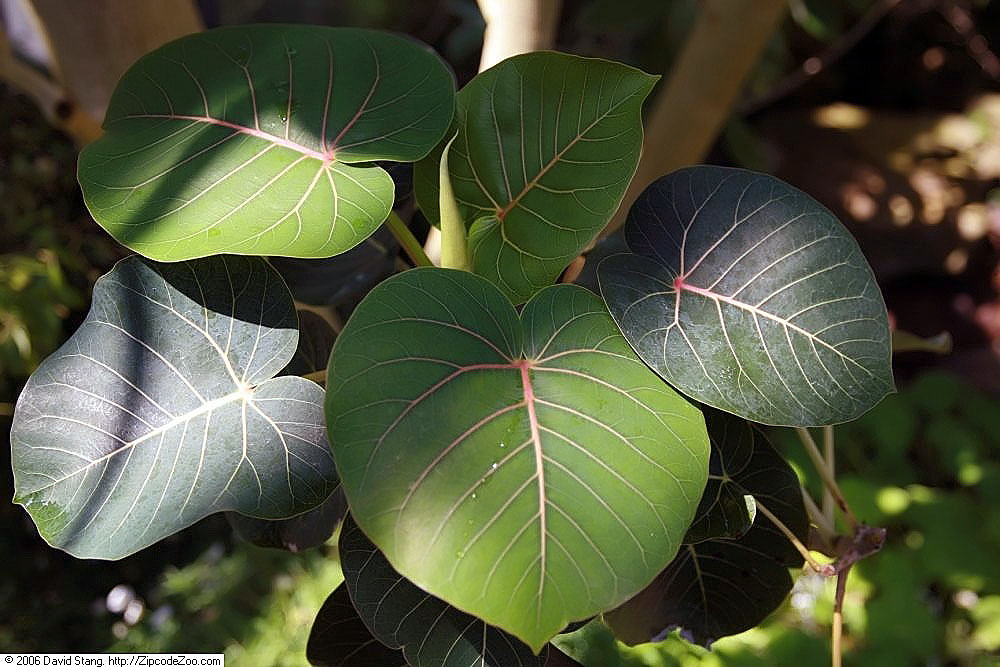
Ficus petiolaris.

Las condiciones climáticas de estas comunidades son templadas y se encuentran, normalmente, en los extensos cantiles o en las paredes de piedra. 
Estos forman parte de las laderas de la barranca con altitudes desde los 800 hasta más de 2000 m s. n. m. Uno de los árboles más representativos es el Ficus petiolaris.

### Clima
El clima es cálido subhúmedo y posee una temperatura media anual mayor a 22 °C y en los meses más fríos baja hasta los 18 °C. 
Los meses de lluvia en esta localidad son entre noviembre y mayo con índice P/T entre 43.2 y 55.3 y el porcentaje de lluvia invernal del 5% al 10,2% del total anual y los meses más secos, son menores de 60 mm. Entre junio y octubre.

## Decreto de protección hidrológica
Actualmente, se cuenta con un decreto con el que se le declara Área municipal de Protección Hidrológica a la Barranca del Río Santiago, con el número 20.611, del 7 de octubre de 2004.
Esta área protegida se encuentra entre los municipios de Zapopan y Jalisco, y tiene una superficie de 17.729,91 ha.